# 클레어 블룸
클레어 블룸(Claire Bloom, CBE, 1931년 2월 15일 ~ )은 잉글랜드의 배우이다. 1986년 《Shadowlands》로 BAFTA 텔레비전상 여우주연상을 받았다.

## 작품 목록
- 《라임라이트》 (1952)
- 《리처드 3세》 (1955)
- 《추운 곳에서 온 스파이》 (1965)
- 《타이탄 족의 멸망》 (1981)
- 《범죄와 비행》 (1989)
- 《킹스 스피치》 (2010) - 퀸 메리 역
- 《우리 사랑하는 동안》 (2012) - 할머니 이브 역
- 《맥스 로즈》 (2013)

## 서훈
- 2013년 대영 제국 훈장 3등급(CBE) 수훈